# Allodiopsis tuomikoskii
Allodiopsis tuomikoskii är en tvåvingeart som beskrevs av Zaitzev och Maximova 2000. Allodiopsis tuomikoskii ingår i släktet Allodiopsis och familjen svampmyggor. Inga underarter finns listade i Catalogue of Life.